# Espieilh
Espieilh település Franciaországban, Hautes-Pyrénées megyében. Lakosainak száma 25 fő (2022. január 1.). Espieilh Bourg-de-Bigorre, Bettes és Esconnets községekkel határos.

## Népesség
A település népességének változása:
| Lakosok száma | 26   | 26   | 27   | 26   | 26   | 26   | 25   | 25   | 25   |
|               | 2013 | 2015 | 2016 | 2017 | 2018 | 2019 | 2020 | 2021 | 2022 |